# Потенціометричне титрування

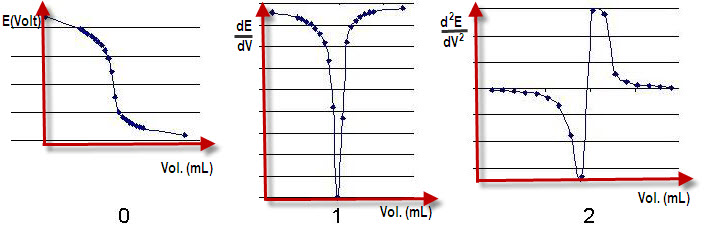
Графік потенціометричного титрування (0), його перша (1) і друга (2) похідні

Поте́нціометричне титрува́ння — титриметричний метод, що використовує електрохімічний елемент як детектор, за допомогою чого реєструється вся крива титрування (у вигляді залежності електрорушійної сили ΔE від доданого об'єму ΔVR) чи сама кінцева точка. Точка перегину кривої титрування, що відповідає найбільшому значенню ΔE/ΔVR, збігається з кінцевою точкою реакції, якщо крива титрування симетрична. Якщо стехіометрія реакції не відповідає 1:1, крива титрування несиметрична.